# ジョエル・オルウェンイ
ジョエル・オルウェンイ(Joel Olwenyi、1980年8月28日 - )はウガンダのカンパラ出身のクリケット選手。ウガンダよりIOCトロフィーを13回授与されている。2007年にはオーストラリアのダーウィンで開催されたIOCワールドクリケットリーグのディビジョン3ではウガンダチームを率いて決勝でアルゼンチンを破り優勝、ディビジョン2への昇格を果たした。